# Jaroslawowe
Jaroslawowe (ukrainisch Ярославове; russisch Малоярославец Второй Malojaroslawez Wtoroj, rumänisch Malu-Mic, deutsch Alt-Posttal) ist ein bessarabisches Dorf im Südwesten der ukrainischen Oblast Odessa mit etwa 700 Einwohnern (2001).

## Geschichte
Die Gründung des Dorfes Alt-Posttal ging – wie auch bei vielen weiteren Dörfern in Bessarabien – auf das Vorhaben von Zar Alexander I. zurück, das von Russland im Russisch-türkischen Krieg von 1806 bis 1812 eroberten Bessarabien mit deutschsprachigen Bauern und Handwerkern aus dem Herzogtum Warschau zu besiedeln. In seinem dazu am 29. November 1813 erlassenen Manifest versprach der Zar den deutschen Siedlern umgerechnet 66 Hektar Land pro Familie, einen zinslosen Kredit von 270 Rubel pro Familie, Steuerfreiheit auf zehn Jahre, die Selbstverwaltung der Siedlergemeinden, Religionsfreiheit und das Recht zum Bau von Kirchen sowie Befreiung vom Militärdienst, auch für ihre Nachkommen.
Ein Teil der Familien, die sich – in zwei Gruppen eintreffend – 1815 und 1816 in Wittenberg angesiedelt hatten, zogen 1823 von dort  10 Kilometer nach Nordosten und gründeten das neue Siedlerdorf Alt-Posttal. So wurde Alt-Posttal zu einer der 24 bessarabiendeutschen Mutterkolonien.
Die Ortschaft war bis 1918 Teil des Russischen Kaiserreiches und kam nach dem Ersten Weltkrieg an das Königreich Rumänien. Im Sommer 1940 wurde das Dorf von der Sowjetunion und zwischen 1941 und 1944 von Rumänien besetzt. Nach dem Zweiten Weltkrieg gehörte die Ortschaft zur Ukrainischen SSR und seit 1991 ist sie ein Teil der unabhängigen Ukraine. Die Anzahl der Bewohner belief sich im Jahr 1930 auf 1569, davon 1503 Deutsche und im Jahr 1940 lebten 1564 Deutsche und 47 Einwohner anderer Ethnien im Dorf.

## Geographie
Jaroslawowe liegt im Westen des Rajon Bolhrad nahe der Grenze zur Republik Moldau.
Das Dorf liegt am Ufer des Kyryschk (Кирижк), einem 54 km langen, linken Nebenfluss des zur Donau fließenden Kyrhysch-Kytaj (Киргиж-Китай) und an der Territorialstraße T–16–44 zwischen dem 7 km nordöstlich gelegenen ehemaligen Rajonzentrum Tarutyne und dem 11 km südwestlich gelegenen Dorf Prykordonne. Das Oblastzentrum Odessa befindet sich 155 km östlich von Jaroslawowe.
Am 12. Juni 2020 wurde das Dorf ein Teil der Siedlungsgemeinde Tarutyne; bis dahin bildete es die Landratsgemeinde Malojaroslawez Druhyj (Малоярославецька Друга сільська рада/Malojaroslawezka silska rada) im Südwesten des Rajons Tarutyne.
Seit dem 17. Juli 2020 ist es ein Teil des Rajons Bolhrad.